# Fredrik Møller
Fredrik Møller (27 ottobre 2000) è uno sciatore alpino norvegese.

## Biografia
Specialista delle prove veloci attivo dal dicembre del 2016, in Coppa Europa Møller ha esordito il 28 febbraio 2020 a Kvitfjell in discesa libera (65º) e ha conquistato la prima vittoria, nonché primo podio, il 7 febbraio 2023 a Folgaria in slalom gigante; in Coppa del Mondo ha debuttato il 9 dicembre dello stesso anno a Val-d'Isère nella medesima specialità (24º) e ha conquistato la prima vittoria (nonché primo podio) il 29 dicembre 2024 nel supergigante di Bormio. Ai Mondiali di Saalbach-Hinterglemm 2025, sua prima presenza iridata, si è classificato 15º nella discesa libera e 5º nel supergigante; non ha preso parte a rassegne olimpiche o iridate.

## Palmarès

### Coppa del Mondo
- Miglior piazzamento in classifica generale: 26º nel 2025
- 1 podio (in supergigante):
  - 1 vittoria

#### Coppa del Mondo - vittorie
| Data             | Località | Paese  | Specialità |
| ---------------- | -------- | ------ | ---------- |
| 29 dicembre 2024 | Bormio   | Italia | SG         |

Legenda:

SG = supergigante

### Coppa Europa
- Miglior piazzamento in classifica generale: 8º nel 2023
- 3 podi:
  - 2 vittorie
  - 1 terzo posto

#### Coppa Europa - vittorie
| Data            | Località | Paese    | Specialità |
| --------------- | -------- | -------- | ---------- |
| 7 febbraio 2023 | Folgaria | Italia   | GS         |
| 13 marzo 2023   | Narvik   | Norvegia | GS         |

Legenda:

GS = slalom gigante

### Campionati norvegesi
- 5 medaglie:
  - 2 ori (supergigante nel 2022; supergigante nel 2025)
  - 3 bronzi (combinata nel 2022; discesa libera, supergigante nel 2024)